# Данилова, Дарья (фигуристка)
Да́рья Дани́лова (нидерл. Daria Danilova; род. 8 сентября 2002, Москва) — нидерландская фигуристка, выступающая в парном катании с Мишелом Цибой. Чемпионка Нидерландов 2020 года и бронзовый призёр NRW Trophy того же года. Они — участники чемпионата Европы 2020 года и первая пара фигуристов из Голландии, прошедшая квалификацию на чемпионат мира.

## Биография
Дарья Данилова родилась 8 сентября 2002 года в Москве. В феврале 2024 года она получила нидерландское гражданство.

### Ранняя карьера
Дарья Данилова встала на коньки в 2006 году, в трёхлетнем возрасте. Поначалу фигуристка выступала в женском одиночном разряде в России, но не прошла квалификацию на чемпионат страны. В 2017 году Данилова образовала пару с Дмитрием Шульгиным, с которым тренировалась под руководством Павла Киташева, Арины Ушаковой и Нины Мозер. Однако, через полгода дуэт распался.
В мае 2018 года Дарья встала в пару с голландским фигуристом Мишелом Цибой и стала выступать за Нидерланды. Спортсмены тренируются в Берлине и Москве с периодичностью в три месяца из-за различий в требованиях к получению визы. Пара самостоятельно финансирует свои затраты за счёт финансов Цибы.

### Сезон 2018/2019
Данилова / Циба выиграли свой дебютный международный турнир Золотой конёк Загреба 2018 на юниорском уровне. Затем они заняли десятое место на Bavarian Open 2019 и выиграли чемпионат Нидерландов среди юниоров 2019 года. Однако им не удалось выполнить минимальные требования TES для участия в чемпионате мира среди юниоров.

### Сезон 2019/2020
Данилова / Циба участвовали в трех соревнованиях серии «Челленджер», заняв 10-е место на Finlandia Trophy 2019, 17-е место на Warsaw Cup 2019 и 15-е место на Золотом Коньке Загреба 2019.
На чемпионате Европы 2020 года в январе Данилова / Циба стала первой голландской парой за 24 года, принявшей участие в чемпионате Европы. Они прошли в финальный сегмент и заняли 16-е место в общем зачете. В феврале они стали восьмыми на Bavarian Open и десятыми на Challenge Cup. При этом в рамках последнего турнира проводился чемпионат Нидерландов, где Данилова / Циба, будучи единственной голландской парой, выиграли свой первый национальный титул среди взрослых.
На Challenge Cup Данилова / Циба заработали необходимый минимум TES (баллов за элементы) для участия в чемпионате мира 2020 года. Они впервые в историе Нидерландов прошли отбор на чемпионат мира, однако мировое первенство было отменено из-за пандемии COVID-19.

### Сезон 2020/2021
В межсезонье Циба перенес операцию по восстановлению мениска. Однако пара не приступала к тренировкам до конца августа из-за проблем с голландской визой у Даниловой. Данилова / Циба дебютировали в сезоне на Осеннем трофеи NRW 2020 в ноябре и выиграли свою первую награду на взрослом уровне, уступив только немцам Аннике Хокке / Роберту Кункелю и Минерве Фабьен Хазе / Нолану Зегерту.
Выступили на чемпионате мира в Стокгольме, но заняли 22-е место в короткой программе и не попали в произвольную программу.

## Результаты
| Международные                | Международные | Международные | Международные | Международные | Международные |
| Соревнования                 | 18/19         | 19/20         | 20/21         | 21/22         | 22/23         |
| ---------------------------- | ------------- | ------------- | ------------- | ------------- | ------------- |
| Чемпионат мира               |               | C             | 22            | 9             |               |
| Чемпионат Европы             |               | 16            |               | 21            |               |
| Этапы Гран-при. Финляндия    |               |               |               |               | 5             |
| Этапы Гран-при. NHK Trophy   |               |               |               |               | 6             |
| Челленджер. Finlandia Trophy |               | 10            |               |               | 6             |
| Челленджер. Золотой конёк    |               | 15            |               |               | 8             |
| Челленджер. Nebelhorn Trophy |               |               |               | 9             |               |
| Челленджер. Warsaw Cup       |               | 17            |               | 15            |               |
| Челленджер. Lombardia Trophy |               |               |               | 8             |               |
| Bavarian Open                |               | 8             |               |               |               |
| Challenge Cup                |               | 10            | 7             | 2             |               |
| NRW Trophy                   |               |               | 3             | 1             |               |
| Международные среди юниоров  |               |               |               |               |               |
| Bavarian Open                | 10            |               |               |               |               |
| Золотой конёк                | 1             |               |               |               |               |
| Национальные                 |               |               |               |               |               |
| Чемпионат Нидерландов        | 1 J           | 1             | 2             | 1             |               |